# Połowa czasu
Połowa czasu (ang. meridian of time) – kwestia doktrynalna wiązana z wyznaniami zaliczanymi do ruchu świętych w dniach ostatnich.
Termin meridian of time nie występuje w Biblii, osadzony jest natomiast w innych pismach świętych uznawanych w tej tradycji religijnej. Można go odnaleźć w wersecie dwudziestym szóstym dwudziestego rozdziału oraz w wersecie trzecim trzydziestego dziewiątego rozdziału Nauk i Przymierzy. Wspominany również kilkakrotnie w Perle Wielkiej Wartości, konkretnie we wchodzącej w jej skład Księgi Mojżesza.
Bruce R. McConkie, członek Kworum Dwunastu Apostołów oraz specjalista w zakresie mormońskiej doktryny, zdefiniował ten koncept jako połowę bądź też punkt kulminacyjny tej części wieczności, którą uznajemy za czas przeznaczony śmiertelnikom. Na gruncie mormońskiej teologii pokrywa się zatem z dyspensacją, podczas której miało miejsce życie oraz ziemska posługa Jezusa Chrystusa. 
Ma niemniej także istotne związki tak z ramami czasowymi mormońskiej świętej historii jak i z eschatologią świętych w dniach ostatnich. Zgodnie z biblijnymi genealogiami od upadku Adama do narodzin Chrystusa upłynęło około 4 tysięcy lat. Narodziny Chrystusa od czasów współczesnych dzieli nieco ponad 2 tysięcy lat. Zgodnie natomiast z wersetem dwunastym siedemdziesiątego siódmego rozdziału Nauk i Przymierzy tysiącletnie rządy Chrystusa rozpoczną się na początku siódmego tysiąclecia. Później ma jeszcze nastąpić okres, którego dokładna długość nie została jeszcze objawiona. Mormońscy teolodzy wskazują, że może tu być mowa o kilku stuleciach. Życie Chrystusa, wśród wszystkich owych wyliczeń, mieści się gdzieś pośrodku.
Termin połowa czasu może się również odnosić do kulminacyjnego punktu życia ziemskiego. W tym sensie zauważa się, iż rozmaici prorocy występujący w Księdze Mormona wyglądali nadejścia Mesjasza. Jego przyjście miało bowiem wypełnić oraz potwierdzić wypowiadane przez nich proroctwa. Tak rozumiana połowa czasu to punkt kulminacyjny wszystkich wyróżnianych w mormonizmie dyspensacji, poprzez nierozerwalne połączenie z narodzinami, posługą oraz zadośćuczynieniem Chrystusa. Bez Chrystusa bowiem, jak jasno wskazuje mormońska doktryna, wszelkie prorocze pisma oraz zapowiedzi tracą wszelki cel i skuteczność. Wszelkie nadzieje ludzkości pozostałyby natomiast jedynie pragnieniami i mrzonkami bez najmniejszych realistycznych nadziei na spełnienie.